# Carnees
Les festes Carnees o, simplement, Carnees (del grec antic: Κάρνεια, Kàrneia) eren una festivitat de nou dies de duració celebrat a l'antiga Esparta i altres ciutats dòriques en honor de l'Apol·lo Carneu, nom sota el qual Apol·lo era adorat en diversos llocs del Peloponnès i altres llocs de raça dòrica. Juntament amb les Gimnopèdies i les Hiacínties, que se celebraven a Amicles, era una de les més importants de les nou festivitats majors del calendari espartà. Durant un temps, aquesta festa es va anomenar també Agetòries (Ἀγητόρια.

## Orígens
Sembla que, en els seus orígens, la festa tenia a veure amb els ramats i els pastors, perquè Carneu significa 'el déu dels vellons de llana i dels ramats'. Podria ser que el nom del mes de Carneu indicàs, en un sentit més ampli, activitats dels pagesos relacionades amb l'estiu: la tosa, la collita i la verema. Probablement, va ser a partir de l'associació entre l'antic déu invocat pels pagesos i la guerra del Peloponnès que la festa va evolucionar cap a un caràcter expiatori i militar.
Segons el mite, Carneu o Carnos va ser un vident d'Acarnània fill de Zeus i d'Europa. Va ser criat per Leto i Apol·lo, i també és conegut per haver estat un amant d'Apol·lo. Va anar amb els heraclides a conquerir el Peloponnès, i el va matar Hípotes per haver profetitzat una visió desfavorable. Com a càstig, Apol·lo va enviar una malaltia als soldats, els quals van morir patint.

## Datació i activitats

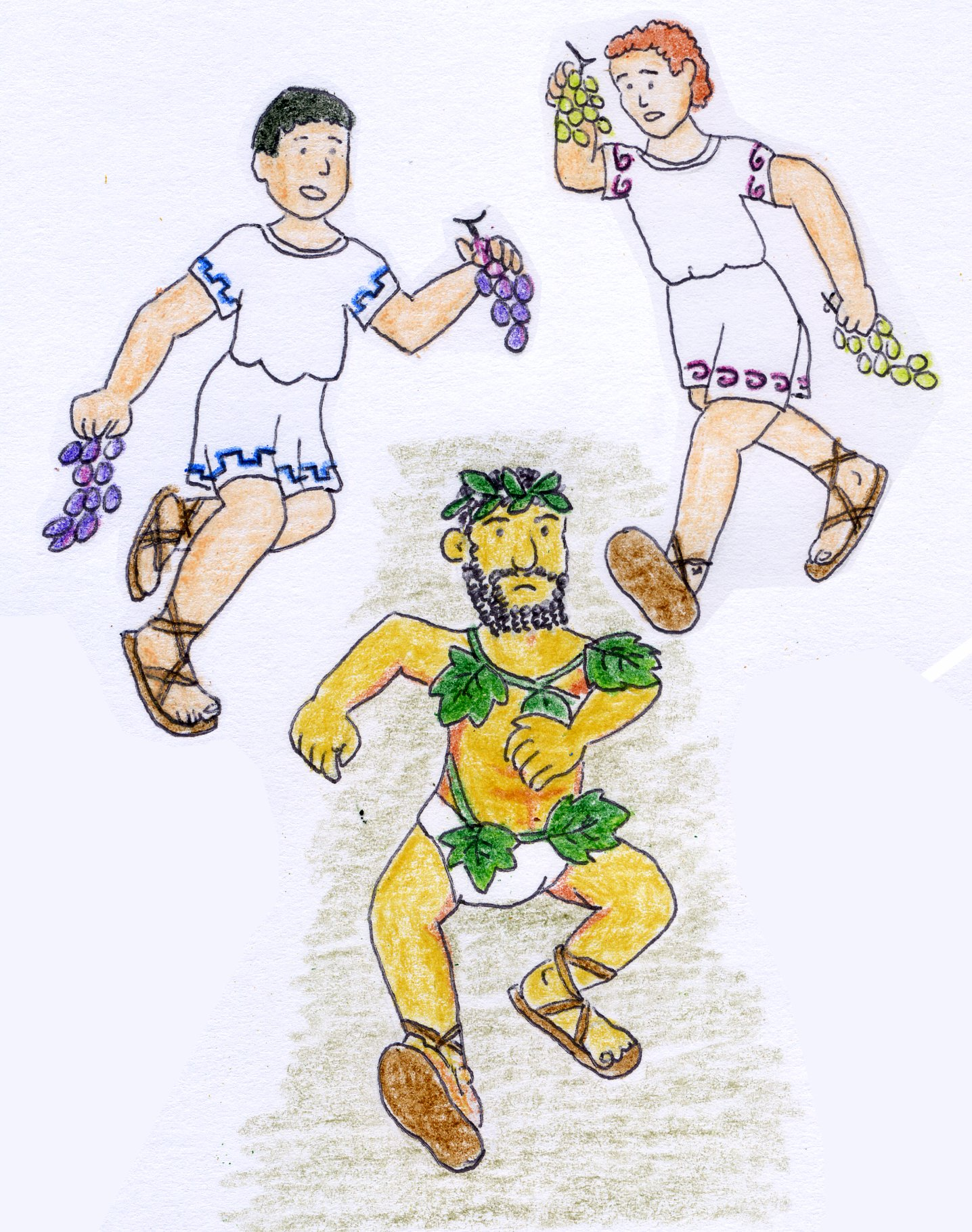
La cursa dels portadors de sarments

Les Carnees començaven el setè dia del mes de Carneu (equivalent al Metagitnió atenès, corresponent més o menys a l'agost) i durava nou dies, en els quals es realitzaven diverses cerimònies per obtenir una collita pròspera. Era semblant a les Boedròmies de l'Àtica.
Un sacerdot (ἀγητής) dirigia les celebracions, amb cinc homes fadrins (Καρνεᾶται) elegits per sorteig que feien d'ajudants, i el càrrec durava quatre anys, durant els quals no es podien casar. Es feien concursos musicals, i es deia que Terpandre va guanyar el primer. Se sacrificava un animal, que probablement era la víctima expiatòria amb la qual demanaven disculpes per la mort de Carneu. Una altra activitat era una correguda: un home guarnit amb flors (probablement el mateix sacerdot) començava a córrer seguit d'un grup de joves anomenats estafilòdroms (σταφυλοδρόμοι, literalment 'corredors que porten sarments'): si aconseguien agafar el del davant, es considerava garantia de bona fortuna per la ciutat.
A la segona part de la festa es plantaven nou tendes (o aixoplucs improvisats) als encontorns de la ciutat, i dins cada una hi havia nou espartans en representació de les fratries. Demetri d'Escepsis (segle ii aC) diu que les Carnees eren una imitació de la vida en una acampada militar, i tot es feia seguint les ordres d'un herald. Pel que fa al sacrifici, el qual no hi ha dubte que formava part del cerimonial, tot el que se sap és que la víctima era un boc, cosa que també es feia a la colònia de Turis, a la Magna Grècia.
Hi ha autors que han establert paral·lelismes amb altres cerimònies semblants dutes a terme per pobles que habitaven el nord d'Europa a l'antiguitat. En aquestes cerimònies, de caràcter agrari, un home disfressat de bèstia i carregant un animal a les espatlles era perseguit per un grup de joves que quan l'agafaven li arrencaven les pells d'animal que portava posades i sacrificaven l'animal. E. H. Binney ha suggerit que durant les Carnees es representava la història d'Alcestis (perquè Apol·lo és un dels personatges de l'obra d'Eurípides) com una dramatització del cicle de la vegetació, que implicava una cerimònia de mort i resurrecció.
Segons la tradició, no es permetia a l'exèrcit d'abandonar el territori espartà durant la celebració de les festes per combatre els enemics. Els dirigents d'Esparta tampoc podien dur a terme cap mena de campanya militar ni podien declarar guerres. Això va afectar diverses guerres:
- El 490 aC, els atenesos van haver de lluitar sols a la batalla de Marató.[10]
- El 419 aC, quan Epidaure va ser atacada per Argos, l'avanç dels espartans sota les ordres d'Agis II es va veure interromput durant els dies sagrats de les Carnees, mentre que els argius (que tenien la mateixa prohibició al seu calendari) van manipular el calendari ajornant els dies festius per al final de la batalla.[11]
- També va ser el motiu d'enviar un petit destacament dirigit per Leònides I, en lloc del gruix de l'exèrcit, a la batalla de les Termòpiles (480 aC).[12]

A Cirene, ciutat dòrica de Líbia, se celebrava un festival amb el mateix nom, i també Tera (la metròpolis de Cirene) i altres ciutats dòriques: a Gitíon, Messene, Sició i Síbaris.